# ShamRain
ShamRain — финская группа, играющая в стиле атмосферный и меланхолический рок. Группу основали Янне Юкорайнен и Матти Рейнола в октябре 2000 года. В течение зимы они сочиняют и записывают первые песни, чуть позже к ним присоединяется Мика Тауриайнен, и уже осенью 2001 года у группы появляется первый релиз — альбом «Pieces».

## Дискография
- Pieces (MCD/2002)
- Empty World Excursion (2003)
- ShamRain (EP/2004)
- Someplace Else (2005)
- Deeper Into The Night (EP/2006)
- Goodbye to All That (2007)
- Isolation (2011)
- Lost Goodbyes (EP/2021)